# Thomas E. Ricks

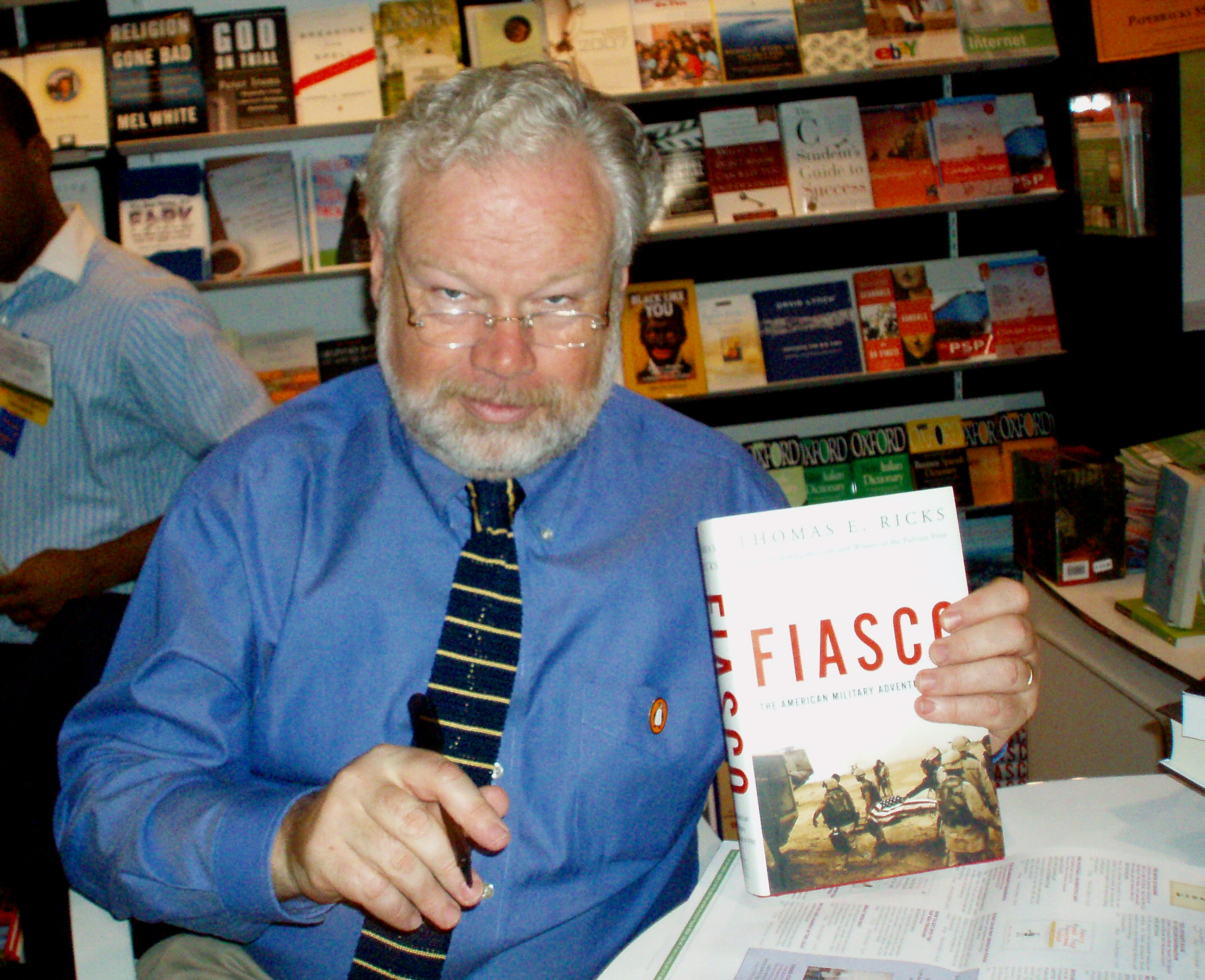
Thomas E. Ricks, com seu livro Fiasco, em 2007.

Thomas Edwin Ricks (Beverly, Massachusetts, 1955) é um jornalista norte-americano, especialista em assuntos militares, conhecido por sua atitude crítica com relação às políticas do Departamento de Defesa dos Estados Unidos, particularmente em conflitos armados no resto do mundo.
Ricks é um dos seis filhos de um professor de psicologia. Quando adolescente, entre 1968 e 1970, morou em Cabul, no Afeganistão. Graduou-se na Universidade Yale, em 1977.
Até o final de 1999, trabalhou para o Wall Street Journal, atuando como repórter durante 17 anos. Desde 2000, trabalha para o  Washington Post.
Fez parte da equipe do Wall Street Journal que ganhou o Prêmio Pulitzer de reportagem nacional em 2000, por uma série de artigos sobre as mudanças necessárias ao setor militar dos EUA, tendo em vista as demandas do século XXI. Ricks também fez parte da equipe do  Washington Post que ganhou o Pulitzer de 2002  por seu trabalho acerca do início da contra-ofensiva ao terrorismo.
Ricks tratou das ações militares dos Estados Unidos em diferentes países: Somália,  Haiti, Coreia Bósnia,  Kosovo,  Macedônia, Kuwait, Turquia, Afeganistão e Iraque. Seu livro FIASCO: The American Military Adventure in Iraq foi publicado em julho de 2006. Em seguida, publicou The Gamble: General David Petraeus and the American Military Adventure in Iraq, 2006-2008,  Making the Corps e um romance A Soldier's Duty.
Ricks é membro do Center for a New American Security e colaborador da revista Foreign Policy.